# 19e étape du Tour d'Italie 2015
Pour un article plus général, voir Tour d'Italie 2015.
La 19e étape du Tour d'Italie 2015 s'est déroulée le vendredi 29 mai 2015. Elle part de Gravellona Toce et arrive à Cervinia après 236 km.

## Parcours
Cette dix-neuvième étape se déroule sous la forme d'une étape en ligne entre Gravellona Toce et Cervinia. Elle est classée haute montagne par les organisateurs, le parcours comprend quatre côtes ou cols classés en troisième Croce Serra (km 85,9) et première catégorie, Saint-Barthelemy (km 167,6), Col Saint-Pantaleon (km 207,9) et Cervinia (km 236).

## Résultats

### Classement de l'étape
| Classement de l'étape | Classement de l'étape | Classement de l'étape | Classement de l'étape | Classement de l'étape |
|                       | Coureur               | Pays                  | Équipe                | Temps                 |
| --------------------- | --------------------- | --------------------- | --------------------- | --------------------- |
| 1er                   | Fabio Aru             | Italie                | Astana                | en 6 h 24 min 13 s    |
| 2e                    | Ryder Hesjedal        | Canada                | Cannondale-Garmin     | + 28 s                |
| 3e                    | Rigoberto Urán        | Colombie              | Etixx-Quick Step      | + 1 min 10 s          |
| 4e                    | Tanel Kangert         | Estonie               | Astana                | + 1 min 18 s          |
| 5e                    | Steven Kruijswijk     | Pays-Bas              | Lotto NL-Jumbo        | + 1 min 18 s          |
| 6e                    | Alberto Contador      | Espagne               | Tinkoff-Saxo          | + 1 min 18 s          |
| 7e                    | Mikel Landa           | Espagne               | Astana                | + 1 min 18 s          |
| 8e                    | Leopold König         | Tchéquie              | Sky                   | + 1 min 21 s          |
| 9e                    | Mikel Nieve           | Espagne               | Sky                   | + 1 min 24 s          |
| 10e                   | Alexandre Geniez      | France                | FDJ                   | + 2 min 24 s          |
| modifier              |                       |                       |                       |                       |

### Points attribués
|   | Cycliste          | Nat     | Équipe                | Pts | Bonif |
| - | ----------------- | ------- | --------------------- | --- | ----- |
| 1 | Giovanni Visconti | Italie  | Movistar              | 8   | 3 s   |
| 2 | Diego Ulissi      | Italie  | Lampre-Merida         | 4   | 2 s   |
| 3 | Marek Rutkiewicz  | Pologne | CCC Sprandi Polkowice | 1   | 1 s   |

|   | Cycliste          | Nat     | Équipe                | Pts | Bonif |
| - | ----------------- | ------- | --------------------- | --- | ----- |
| 1 | Giovanni Visconti | Italie  | Movistar              | 8   | 3 s   |
| 2 | Diego Ulissi      | Italie  | Lampre-Merida         | 4   | 2 s   |
| 3 | Marek Rutkiewicz  | Pologne | CCC Sprandi Polkowice | 1   | 1 s   |

| - Sprint final de Cervinia (km 236) \| \| Cycliste \| Nat \| Équipe \| Points \| Bonif \| \| -- \| ----------------- \| -------- \| ----------------- \| ------ \| ----- \| \| 1 \| Fabio Aru \| Italie \| Astana \| 15 \| 10 s \| \| 2 \| Ryder Hesjedal \| Canada \| Cannondale-Garmin \| 12 \| 6 s \| \| 3 \| Rigoberto Urán \| Colombie \| Etixx-Quick Step \| 9 \| 4 s \| \| 4 \| Tanel Kangert \| Estonie \| Astana \| 7 \| \| \| 5 \| Steven Kruijswijk \| Pays-Bas \| Lotto NL-Jumbo \| 6 \| \| \| 6 \| Alberto Contador \| Espagne \| Tinkoff-Saxo \| 5 \| \| \| 7 \| Mikel Landa \| Espagne \| Astana \| 4 \| \| \| 8 \| Leopold König \| Tchéquie \| Sky \| 3 \| \| \| 9 \| Mikel Nieve \| Espagne \| Sky \| 2 \| \| \| 10 \| Alexandre Geniez \| France \| FDJ \| 1 \| \| |                   |          |                   |        |       |
| | Cycliste          | Nat      | Équipe            | Points | Bonif |
| 1 | Fabio Aru         | Italie   | Astana            | 15     | 10 s  |
| 2 | Ryder Hesjedal    | Canada   | Cannondale-Garmin | 12     | 6 s   |
| 3 | Rigoberto Urán    | Colombie | Etixx-Quick Step  | 9      | 4 s   |
| 4 | Tanel Kangert     | Estonie  | Astana            | 7      |       |
| 5 | Steven Kruijswijk | Pays-Bas | Lotto NL-Jumbo    | 6      |       |
| 6 | Alberto Contador  | Espagne  | Tinkoff-Saxo      | 5      |       |
| 7 | Mikel Landa       | Espagne  | Astana            | 4      |       |
| 8 | Leopold König     | Tchéquie | Sky               | 3      |       |
| 9 | Mikel Nieve       | Espagne  | Sky               | 2      |       |
| 10 | Alexandre Geniez  | France   | FDJ               | 1      |       |

### Cols et côtes
|   | Cycliste           | Pays     | Équipe           | Points |
| - | ------------------ | -------- | ---------------- | ------ |
| 1 | Carlos Betancur    | Colombie | AG2R La Mondiale | 7      |
| 2 | Giovanni Visconti  | Italie   | Movistar         | 4      |
| 3 | Nick van der Lijke | Pays-Bas | Lotto NL-Jumbo   | 2      |
| 4 | Pavel Kochetkov    | Russie   | Katusha          | 1      |

|   | Cycliste           | Pays        | Équipe                | Points |
| - | ------------------ | ----------- | --------------------- | ------ |
| 1 | Giovanni Visconti  | Italie      | Movistar              | 35     |
| 2 | Pavel Kochetkov    | Russie      | Katusha               | 18     |
| 3 | Esteban Chaves     | Colombie    | Orica-GreenEDGE       | 12     |
| 4 | Vasil Kiryienka    | Biélorussie | Sky                   | 9      |
| 5 | Marek Rutkiewicz   | Pologne     | CCC Sprandi Polkowice | 6      |
| 6 | Beñat Intxausti    | Espagne     | Movistar              | 4      |
| 7 | Steven Kruijswijk  | Pays-Bas    | Lotto NL-Jumbo        | 2      |
| 8 | Nick van der Lijke | Pays-Bas    | Lotto NL-Jumbo        | 1      |

|   | Cycliste          | Pays     | Équipe         | Points |
| - | ----------------- | -------- | -------------- | ------ |
| 1 | Giovanni Visconti | Italie   | Movistar       | 35     |
| 2 | Pavel Kochetkov   | Russie   | Katusha        | 18     |
| 3 | Beñat Intxausti   | Espagne  | Movistar       | 12     |
| 4 | Steven Kruijswijk | Pays-Bas | Lotto NL-Jumbo | 9      |
| 5 | Luis León Sánchez | Espagne  | Astana         | 6      |
| 6 | Paolo Tiralongo   | Italie   | Astana         | 4      |
| 7 | Fabio Aru         | Italie   | Astana         | 2      |
| 8 | Mikel Landa       | Espagne  | Astana         | 1      |

|   | Cycliste          | Pays     | Équipe            | Points |
| - | ----------------- | -------- | ----------------- | ------ |
| 1 | Fabio Aru         | Italie   | Astana            | 35     |
| 2 | Ryder Hesjedal    | Canada   | Cannondale-Garmin | 18     |
| 3 | Rigoberto Urán    | Colombie | Etixx-Quick Step  | 12     |
| 4 | Tanel Kangert     | Estonie  | Astana            | 9      |
| 5 | Steven Kruijswijk | Pays-Bas | Lotto NL-Jumbo    | 6      |
| 6 | Alberto Contador  | Espagne  | Tinkoff-Saxo      | 4      |
| 7 | Mikel Landa       | Espagne  | Astana            | 2      |
| 8 | Leopold König     | Tchéquie | Sky               | 1      |

### Classement au temps par équipes
| Classement par équipes au temps | Classement par équipes au temps | Classement par équipes au temps | Classement par équipes au temps |
|                                 | Équipe                          | Pays                            | Temps                           |
| ------------------------------- | ------------------------------- | ------------------------------- | ------------------------------- |
| 1re                             | Astana                          | Kazakhstan                      | en 19 h 15 min 15 s             |
| 2e                              | Sky                             | Royaume-Uni                     | + 5 min 23 s                    |
| 3e                              | BMC Racing                      | États-Unis                      | + 9 min 48 s                    |
| modifier                        |                                 |                                 |                                 |

### Classement aux points par équipes
| Classement par équipes aux points | Classement par équipes aux points | Classement par équipes aux points | Classement par équipes aux points | Classement par équipes aux points |
|                                   | Équipes                           | Pays                              |                                   | Point(s)                          |
| --------------------------------- | --------------------------------- | --------------------------------- | --------------------------------- | --------------------------------- |
| 1re                               | Astana                            | Kazakhstan                        |                                   | 78                                |
| 2e                                | Cannondale-Garmin                 | États-Unis                        |                                   | 35                                |
| 3e                                | Etixx-Quick Step                  | Belgique                          |                                   | 25                                |
| modifier                          |                                   |                                   |                                   |                                   |

## Classements à l'issue de l'étape

### Classement général
| Classement final général | Classement final général | Classement final général | Classement final général | Classement final général |
|                          | Coureur                  | Pays                     | Équipe                   | Temps                    |
| ------------------------ | ------------------------ | ------------------------ | ------------------------ | ------------------------ |
| 1er                      | Alberto Contador         | Espagne                  | Tinkoff-Saxo             | en 78 h 48 min 40 s      |
| 2e                       | Fabio Aru                | Italie                   | Astana                   | + 4 min 37 s             |
| 3e                       | Mikel Landa              | Espagne                  | Astana                   | + 5 min 15 s             |
| 4e                       | Andrey Amador            | Costa Rica               | Movistar                 | + 8 min 10 s             |
| 5e                       | Leopold König            | Tchéquie                 | Sky                      | + 10 min 47 s            |
| 6e                       | Yury Trofimov            | Russie                   | Katusha                  | + 11 min 11 s            |
| 7e                       | Ryder Hesjedal           | Canada                   | Cannondale-Garmin        | + 12 min 5 s             |
| 8e                       | Damiano Caruso           | Italie                   | BMC Racing               | + 12 min 14 s            |
| 9e                       | Steven Kruijswijk        | Pays-Bas                 | Lotto NL-Jumbo           | + 12 min 53 s            |
| 10e                      | Alexandre Geniez         | France                   | FDJ                      | + 15 min 7 s             |
| modifier                 |                          |                          |                          |                          |

### Classement par points
| Classement par points | Classement par points | Classement par points | Classement par points | Classement par points |
| --------------------- | --------------------- | --------------------- | --------------------- | --------------------- |
|                       | Coureur               | Pays                  | Équipe                | Point(s)              |
| 1er                   | Giacomo Nizzolo       | Italie                | Trek Factory Racing   | 159 points            |
| 2e                    | Sacha Modolo          | Italie                | Lampre-Merida         | 142 pts               |
| 3e                    | Elia Viviani          | Italie                | Sky                   | 134 pts               |
| 4e                    | Philippe Gilbert      | Belgique              | BMC Racing            | 128 pts               |
| 5e                    | Nicola Boem           | Italie                | Bardiani CSF          | 111 pts               |
| modifier              |                       |                       |                       |                       |

### Classement du meilleur grimpeur
| Classement du meilleur grimpeur | Classement du meilleur grimpeur | Classement du meilleur grimpeur | Classement du meilleur grimpeur | Classement du meilleur grimpeur |
| ------------------------------- | ------------------------------- | ------------------------------- | ------------------------------- | ------------------------------- |
|                                 | Coureur                         | Pays                            | Équipe                          | Point(s)                        |
| 1er                             | Giovanni Visconti               | Italie                          | Movistar                        | 125 points                      |
| 2e                              | Steven Kruijswijk               | Pays-Bas                        | Lotto NL-Jumbo                  | 109 pts                         |
| 3e                              | Beñat Intxausti                 | Espagne                         | Movistar                        | 107 pts                         |
| 4e                              | Mikel Landa                     | Espagne                         | Astana                          | 76 pts                          |
| 5e                              | Carlos Betancur                 | Colombie                        | AG2R La Mondiale                | 75 pts                          |
| modifier                        |                                 |                                 |                                 |                                 |

### Classement du meilleur jeune
| Classement du meilleur jeune | Classement du meilleur jeune | Classement du meilleur jeune | Classement du meilleur jeune | Classement du meilleur jeune |
|                              | Coureur                      | Pays                         | Équipe                       | Temps                        |
| ---------------------------- | ---------------------------- | ---------------------------- | ---------------------------- | ---------------------------- |
| 1er                          | Fabio Aru                    | Italie                       | Astana                       | en 78 h 53 min 17 s          |
| 2e                           | Davide Formolo               | Italie                       | Cannondale-Garmin            | + 1 h 31 min 44 s            |
| 3e                           | Fabio Felline                | Italie                       | Trek Factory Racing          | + 1 h 46 min 39 s            |
| 4e                           | Kenny Elissonde              | France                       | FDJ                          | + 2 h 15 min 19 s            |
| 5e                           | Sebastián Henao              | Colombie                     | Sky                          | + 2 h 16 min 38 s            |
| modifier                     |                              |                              |                              |                              |

### Classements par équipes

#### Classement au temps
| Classement par équipes au temps | Classement par équipes au temps | Classement par équipes au temps | Classement par équipes au temps |
|                                 | Équipe                          | Pays                            | Temps                           |
| ------------------------------- | ------------------------------- | ------------------------------- | ------------------------------- |
| 1re                             | Astana                          | Kazakhstan                      | en 236 h 6 min 6 s              |
| 2e                              | BMC Racing                      | États-Unis                      | + 30 min 1 s                    |
| 3e                              | Movistar                        | Espagne                         | + 53 min 53 s                   |
| modifier                        |                                 |                                 |                                 |

#### Classement aux points
| Classement par équipes aux points | Classement par équipes aux points | Classement par équipes aux points | Classement par équipes aux points | Classement par équipes aux points |
|                                   | Équipes                           | Pays                              |                                   | Point(s)                          |
| --------------------------------- | --------------------------------- | --------------------------------- | --------------------------------- | --------------------------------- |
| 1re                               | Astana                            | Kazakhstan                        |                                   | 556                               |
| 2e                                | BMC Racing                        | États-Unis                        |                                   | 316                               |
| 3e                                | Lampre-Merida                     | Italie                            |                                   | 306                               |
| modifier                          |                                   |                                   |                                   |                                   |

## Abandons
- 33 -  Enrico Battaglin (Bardiani CSF) : abandon